# 綿綿之葛
《綿綿之葛》是一首先秦逸詩，見於《說苑·尊賢》所引。原文僅保留有一章六句：“緜緜之葛，在於曠野。良工得之，以為絺紵。良工不得，枯死於野。”《太平御覽·卷九百九十五·葛》亦引此詩，其中“緜緜”作“綿綿”，“絺紵”作“絺綌”。內容為表現懷才不遇的心理，風格與《詩經》相仿。